# Équipe d'Australie de rugby à XV au tri-nations 1996
 (avril 2023).
Si vous disposez d'ouvrages ou d'articles de référence ou si vous connaissez des sites web de qualité traitant du thème abordé ici, merci de compléter l'article en donnant les références utiles à sa vérifiabilité et en les liant à la section « Notes et références ».
L'Équipe d'Australie de rugby à XV au tri-nations 1996 termine troisième de la compétition avec 6 points, une victoire et trois défaites.